# Wire Room
Wire Room és una pel·lícula d'acció estatunidenca de 2022 dirigida per Matt Eskandari, a partir d'un guió de Brandon Stiefer, i produïda per Randall Emmett, George Furla, Oliver Trevena, Norton Herrick, Ceasar Richbow, Mark Stewart i Noel Ashman. És protagonitzada per Kevin Dillon i Bruce Willis. S'ha doblat i subtitulat al català.
Es va estrenar a càrrec de Lionsgate Films en una selecció de cinemes i a la carta el 2 de setembre de 2022, seguida del seu llançament en DVD i Blu-ray l'11 d'octubre de 2022.